# محمد كاشف (لاعب كريكت كويتي)
محمد كاشف (ولد في 22 أكتوبر 1987) هو لاعب كريكيت من أصل باكستاني يلعب لصالح منتخب الكويت الوطني للكريكيت. لعب في بطولة دوري الكريكيت العالمي ICC للقسم السادس لعام 2013. في يونيو 2019، عُيّن قائدًا لفريق الكويت الدولي تونتي 20 (T20I) لسلسلتهم ضد قطر. وعُين قائدًا لفريق الكويت للنهائيات الإقليمية لبطولة تصفيات كأس العالم ICC T20 آسيا 2018-19،  أنهى البطولة باعتباره هدافًا رئيسيًا، برصيد 143 نقطة في ثلاث مباريات، واختير كأفضل لاعب في السلسلة. في أكتوبر 2021، اختير ضمن تشكيلة الكويت لمباريات المجموعة الأولى في تصفيات كأس العالم T20 للرجال التابعة لمجلس الكريكيت الدولي 2021 في آسيا.

## روابط خارجية
- محمد كاشف على ESPNcricinfo